# Боркум

Расположение острова

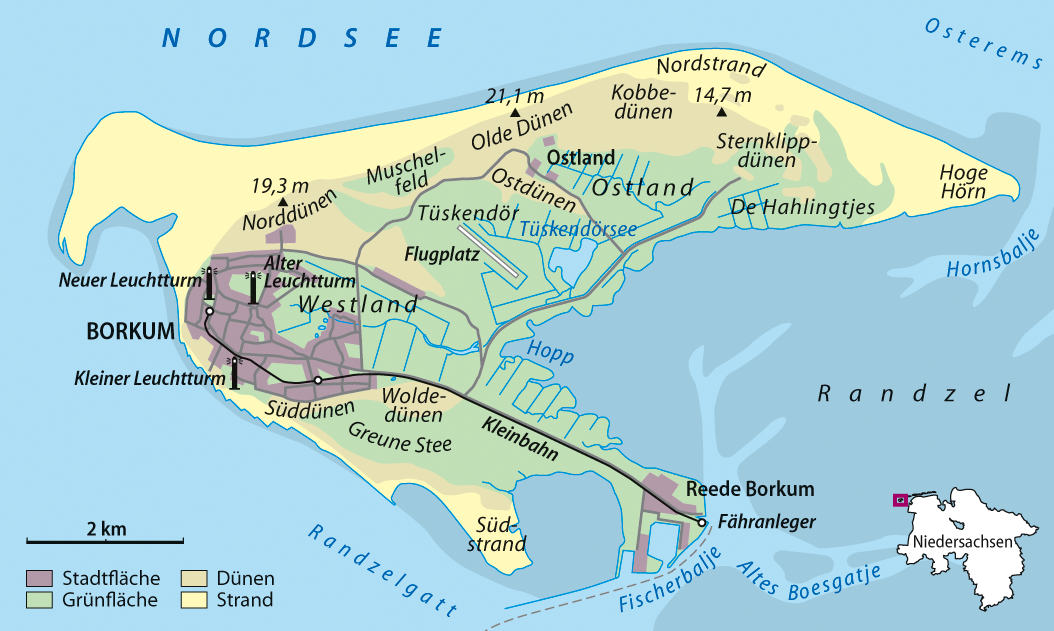
Карта острова

Боркум (нем. Borkum) — остров в Германии, входящий в состав Фризских островов. В административном плане имеет статус города в земле Нижняя Саксония.
Входит в состав района Лер. Население составляет 5133 человека (на 31 декабря 2010 года). Занимает площадь 30,74 км². Официальный код — 03 4 57 002.
Морское дно вокруг острова песчаное, отлогое и твердое. Волны сильнее на северном берегу, чем на южном.
Во времена Германской империи Боркум позиционировался как один из курортов, "свободных от евреев".
Остров стал известен в СМИ в 2018 году из-за местного праздником Клаасом, в ходе которого мужчины острова избивают женщин 5 декабря. Данная традиция берет начало в 1830 году и продолжается до сих пор.

## Население
| Год  | Население |
| ---- | --------- |
| 1990 | 5733      |
| 1995 | 5970      |
| 2000 | 5695      |
| 2005 | 5487      |
| 2010 | 5133      |

## Транспорт

### Железная дорога
На острове есть своя узкоколейная железная дорога, Borkumer Kleinbahn. Она соединяет причал с главным посёлком острова. Длина дороги — 7,5 км, ширина колеи — 900 мм. На дороге используются паровозы, тепловозы и автомотрисы.

## Спорная территория
Строительство на острове Боркум ветряной оффшорной электростанции Borkum West 2 (en:Trianel Windpark Borkum) сделало актуальным давний территориальный спор относительно принадлежности устья реки Эмс и залива Долларт.

## Фотографии

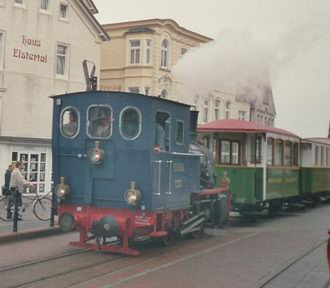
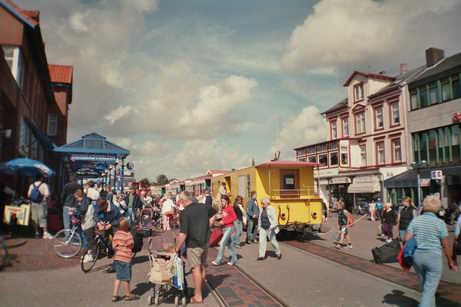
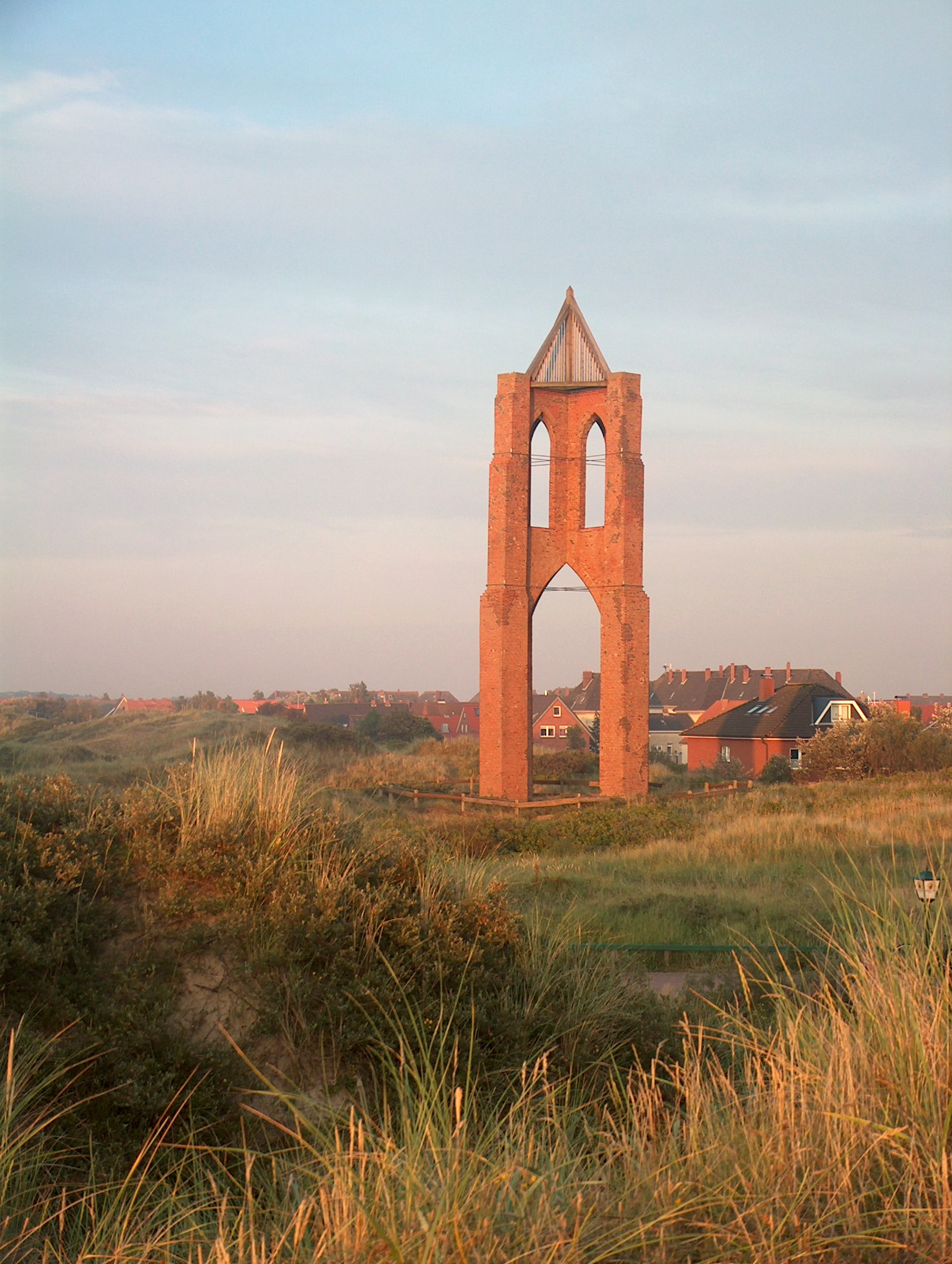